# Деян Каменов
Деян Каменов – Дидо е български певец, настоящ вокалист на рок групата D2.

## Биография
Той стартира музикалната си кариера в телевизионното риалити предаване „Стар Академи“ излъчвано по Нова Телевизия. Макар да не достига до финал и да не е сред печелившите на предаването, по време на предаването той е поканен да заеме мястото на първия вокалист на групата – Дичо Христов. На 2 декември 2005 г. Деян официално е обявен за новия вокалист на D2. Така той става и реалният победител на риалити формата, за което той самият признава в различни интервюта. С D2 Дидо записва два албума.
Деян Каменов участва в редица музикални и благотворителни инициативи насочени към развитие на талантите и подпомагане на деца със специални нужди, сред които са проектите „Голямото междучасие“, „И аз мога“ и филма и групата „Революция Z“.
Почитател е на авторите Стивън Кинг, Тери Гудкайнд, Джон Стайнбек и Джеймс Клавел.
През май 2018 става главен актьор в уеб сериала „Килерът“, а през същата година е участник и победител в четвъртия сезон на риалити шоуто „Фермата” по bTV.

## Филмография
- „Главно представление“ (2009) Command Performance – Василий